# Мунаєв Іса Ах'ядович
Іса́ Ах'я́дович Муна́єв (чеч. Ӏиса Мунаев, рос. Иса Ахьядович Мунаев; 20 грудня 1966, Янді, Чечено-Інгуська АРСР, Російська РФСР, СРСР — 1 лютого 2015, Дебальцеве, Україна) — український та чеченський військовик, бригадний генерал Збройних сил Чеченської Республіки Ічкерія. Учасник Першої та Другої чеченських воєн, військовий комендант Грозного (1999–2000), командуючий Південно-західним сектором оборони Збройних сил ЧРІ (з 2001 року). Під час війни на сході України очолював проукраїнський Міжнародний миротворчий батальйон імені Джохара Дудаєва, загинув у бою при обороні Дебальцевого.

## Життєпис
Дані щодо місця народження у різних джерелах розбігаються: в одних зазначено, що він народився у селі Алхан-Кала, у інших — у селі Янді Ачхой-Мартановського району Чечні, з якого й переїхав до Алхан-Кала разом з родиною у 1977. Належить до тайпу Галай.
Закінчив вищу школу МВС СРСР. Під час Першої чеченської війни був командиром 1-го штурмового батальйону імені Леми Мунаєва. Мав звання підполковника поліції. З 12 січня 1998 року обіймав посаду начальника Заводського РО ШДБ Чеченської республіки (наказ МШДБ ЧР про призначення на посаду N 312 л/с від 15.02.98).
Під час російсько-чеченської війни російські солдати вбили доньку Мунаєва, якій нещодавно виповнилося півтора року, та сестру. 70-річного паралізованого батька побили прикладами, перевіряючи чи він не прикидається, згодом чоловік помер від отриманих травм.
У 1999 призначений Асланом Масхадовим на посаду «коменданта Грозного». Був одним з основних учасників підготовки столиці Чечні до оборони наприкінці 1999 року. Брав участь у боях за Грозний у 1999–2000 роках. У деяких російських ЗМІ, з подачі прес-центру Об'єднаного угрупування російських військ в Чечні, було надруковано неправдиву інформацію про те, що Ісу Мунаєва вбито 1 жовтня 2000 року в ході зіткнення в одному з районів Грозного, однак на початку 2001 року його було призначено командувачем Південно-Західним сектором оборони. Отримавши важке поранення, змушений був залишити Чечню у 2007 році. Тривалий час проживав у Данії, де став одним із засновників організації «Вільний Кавказ».
У березні 2014, після російської анексії Криму, створено Міжнародний миротворчий батальйон імені Джохара Дудаєва, командування яким узяв Іса Мунаєв. До складу батальйону увійшли не лише чеченські бійці, а й добровольці з багатьох європейських країн. Батальйон бере участь у бойових діях на сході України на боці української держави.
2 лютого 2015 командир батальйону «Донбас» Семен Семенченко на власній сторінці у Facebook повідомив, що Іса Мунаєв загинув 1 лютого під час боїв за Дебальцеве в районі смт Чорнухине. В часі смерті при ньому був Микола Щуренко-«Актор».
6 лютого 2015 року в Києві на Майдані Незалежності відбувся реквієм за Ісою Мунаєвим.
Похований без публічної церемонії на Краснопільському кладовищі м. Дніпро.

## Вшанування пам'яті

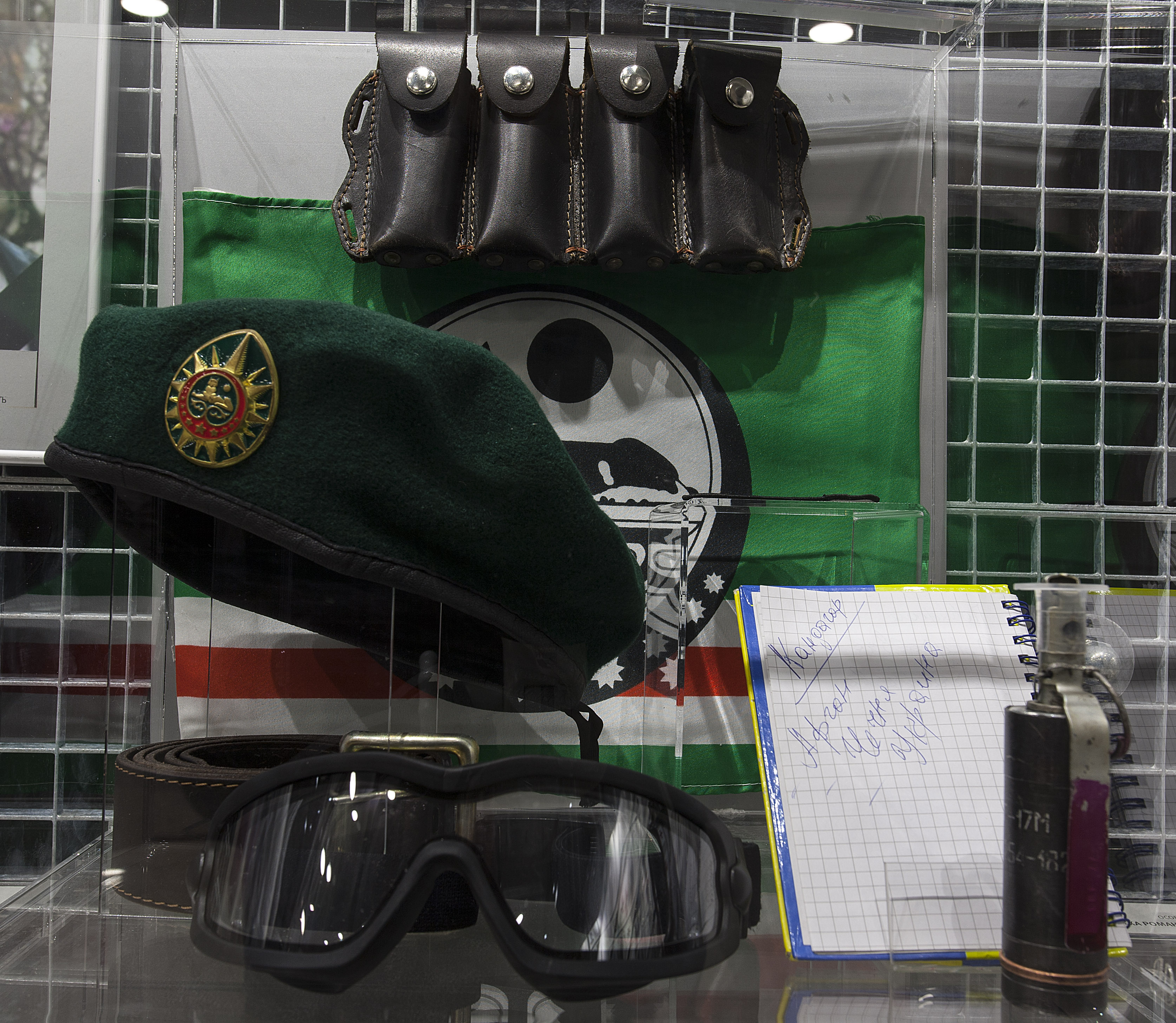
Меморіальний комплекс, присвячений Мунаєву в музеї «Громадянський подвиг Дніпропетровщини в подіях АТО» (Дніпро)

У Національному музеї ЗСУ в Центральному будинку офіцерів відкрили меморіальний стенд Герою війни в Донбасі і командиру «Чеченського батальйону» Ісі Мунаєву
У залі пам'яті музею «Громадянський подвиг Дніпропетровщини в подіях АТО» (Дніпро) представлений меморіальний комплекс, присвячений Мунаєву.
У Дніпрі на вулиці Іси Мунаєва йому встановлено пам'ятний знак.

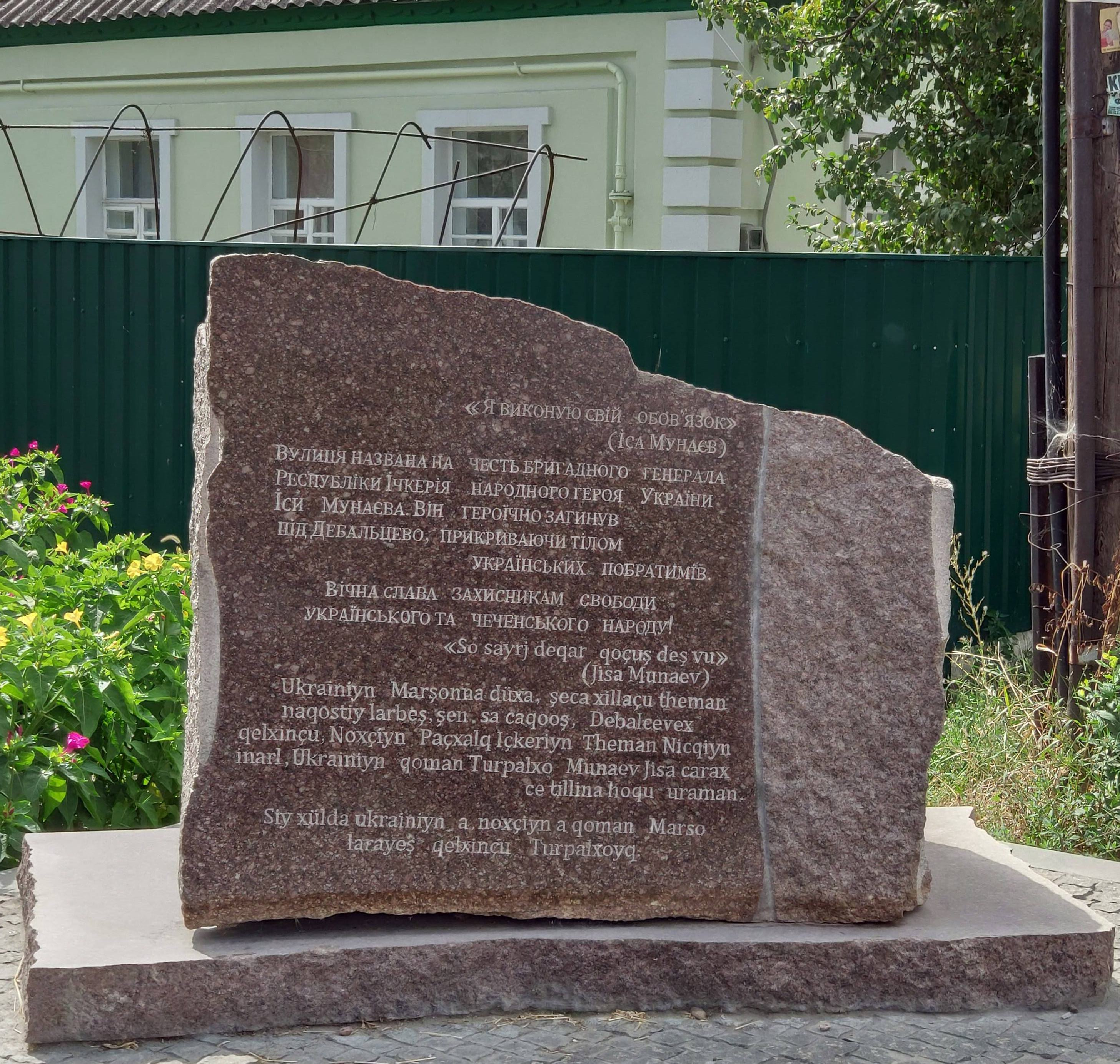
Меморіальний камінь на вул. Муси Мунаєва у Дніпрі

На честь Іси Мунаєва названо вулиці в Дніпрі та Києві (див. вулиця Іси Мунаєва).

## Нагороди
- Орден «Честь Нації»
- Орден «Герой Нації»
- Орден «Захисник Вітчизни»
- Орден «Народний Герой України» (2015)
- Медаль «Захисник міста Грозного»